# Dschartschi-Hammām
Der oder das Dschartschi-Hamam oder Dschārtschi-Hammām (persisch حمام جارچی Hammām-e-Dschārtschi, IPA:  [hæmmɑm ɛ jɑɾt͡ʃi]), auch Dschartschibaschi-Hammām genannt, ist ein historischer Bau in der iranischen Stadt Isfahan. Das alte Hamam stammt aus der Safawiden-Ära und liegt in der Hakim-Straße.